# Multikino

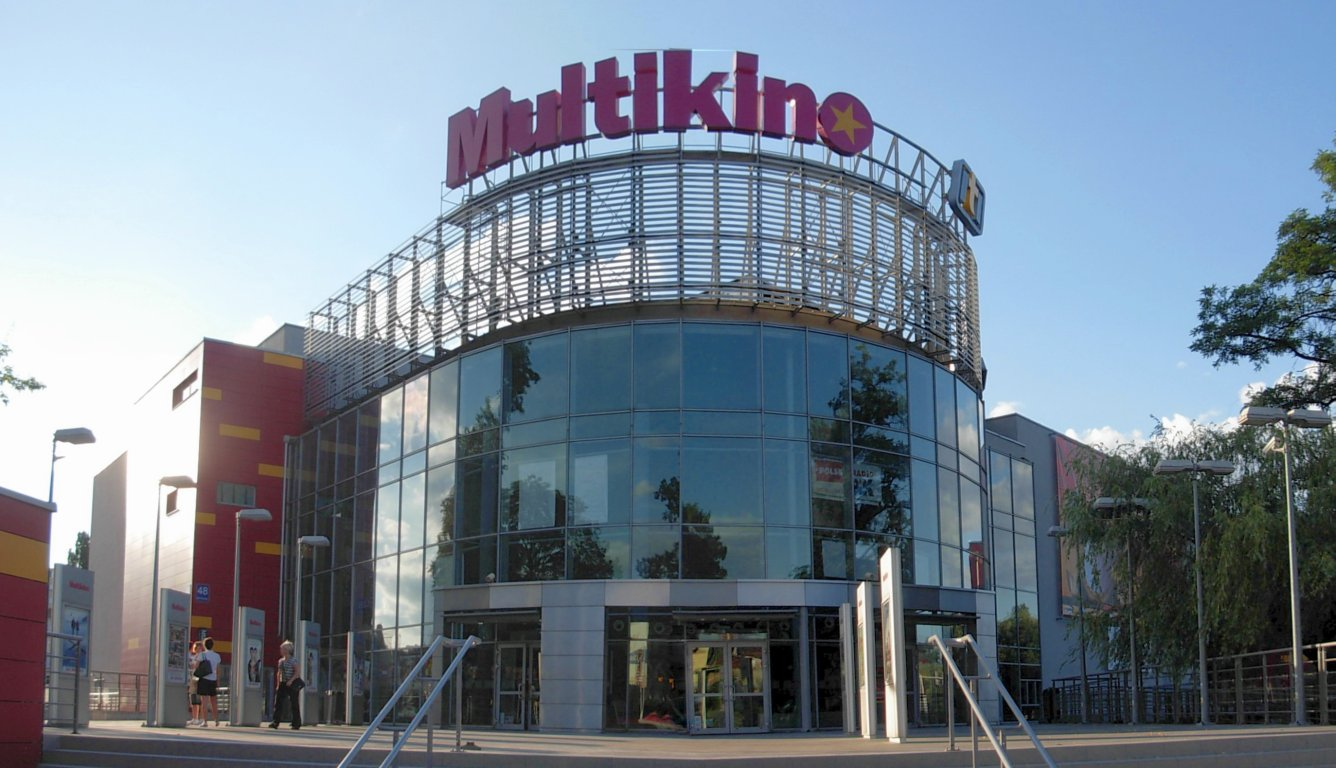
Multiplex-Kino in Bromberg mit großem Markenlogo

Die Multikino S.A. ist der zweitgrößte Multiplex-Kino-Betreiber Polens. Die Firma gehört zur Warschauer ITI-Gruppe und eröffnete in Posen das erste Multiplex-Kino Polens. Unter der Marke „Multikino“ werden heute in Polen 21 Kinos mit 186 Sälen betrieben.

## Geschichte
Unter der Firma Multikino Sp. z o.o. wurde im Jahr 1996 ein Joint-Venture zwischen ITI Cinema und der britischen United Cinemas International (UCI) gegründet. 1998 wurde von Multikino das erste Multiplex-Kinos Polens in Posen eröffnet. Im Folgejahr eröffnete Multikino den ersten Multiplex in der polnischen Hauptstadt im Stadtteil Ursynów. Im Jahr 2004 übernahm ITI die Anteile der UCI an der Firma und wurde so Alleineigentümer. Im Jahr 2007 folgte die Eröffnung eines Multikinos im neu errichteten Warschauer Einkaufszentrum Złote Tarasy. Dieses Kino entstand in außergewöhnlichem Design und ist in eine Erlebniswelt inklusive Bars und Aufenthaltsräumen eingebettet. Ebenfalls 2007 wurde die Dolby 3D Digital Cinema-Technologie eingeführt und die Rechtsform der Firma in eine Aktiengesellschaft umgewandelt. Im Februar 2008 wurde mit Apollo Real Estate Funds die Übernahme von deren Multiplex-Kette Silver Screen vereinbart. Durch die Übernahme der kleineren Kette konnte die Multikino S.A. ihre Position als einer der beiden größten Kinobetreiber Polens (neben dem Hauptwettbewerber Cinema City) festigen. Neben dem klassischen Kinogeschäft bietet die Firma auch Unterhaltungsformate für Sportliebhaber, Musikfreunde und Kinder an. Außerdem betreibt sie die Filmcafe-Kette „Cava Blanca“. Mitte 2010 wurde das erste Kino im Ausland eröffnet – in Riga in Lettland. Im Oktober 2010 folgte die Eröffnung eines Multiplex-Kinos in der litauischen Hauptstadt Wilna. Der bislang größte Multikino-Kinokomplex befindet sich im polnischen Zabrze.
Da das erste Multiplex-Kino Polens unter der Marke „Multikino“ eröffnet wurde, hat sich der Begriff „Multikino“ in Polen teilweise als Gattungsbegriff für Multiplex-Kinos etabliert.

## Standorte in Polen
- Bydgoszcz – 10 Säle, 2151 Plätze
- Elbląg – 6 Säle, 1267 Plätze (Einkaufszentrum Zielone Tarasy)
- Danzig – 10 Säle, 2771 Plätze
- Gdynia – 8 Säle, 2144 Plätze
- Katowice – 9 Säle (Einkaufszentrum Galeria Katowicka)
- Koszalin – 6 Säle, 1100 Plätze (Einkaufszentrum Forum Koszalin)
- Krakau – 12 Säle, 2926 Plätze
- Łódź – 10 Säle, 1841 Plätze
- Posen – 8 Säle, 2300 Plätze
- Posen – 8 Säle, 1367 Plätze (Einkaufszentrum Stary Browar)
- Posen – 10 Säle, ca. 2000 Plätze (Einkaufszentrum Malta)
- Rybnik – 7 Säle, 1100 Plätze (Einkaufszentrum Focus Mall)
- Sopot – 6 Säle, 1050 Plätze
- Stettin – 9 Säle, 2145 Plätze
- Warschau – 12 Säle, 2880 Plätze (Ursynów)
- Warschau – 8 Säle, 2589 Plätze (Einkaufszentrum Złote Tarasy)
- Warschau – 6 Säle, 996 Plätze (Einkaufszentrum Wola Park)
- Warschau – 12 Säle, 2547 Plätze (Einkaufszentrum Targówek)
- Włocławek – 6 Säle, 1260 Plätze
- Breslau- 11 Säle, 2600 Plätze (Einkaufszentrum Pasaż Grunwaldzki)
- Breslau – 10 Säle, 2860 Plätze (Einkaufszentrum Arkady Wrocławskie)
- Zabrze – 13 Säle, 2948 Plätze

## Polnische Standorte im Bau
- Gleiwitz – 10 Säle, 1800 Plätze (Einkaufszentrum Focus Mall)
- Jelenia Góra – 5 Säle (Einkaufszentrum Focus Mall)
- Ostróda – 4 Säle
- Lublin – 10 Säle
- Radom – 6 Säle (Einkaufszentrum Galeria Słoneczna)
- Rumia – 5 Säle, 800 Plätze (Einkaufszentrum Galeria Rumia)
- Rzeszów – 9 Säle (Einkaufszentrum Millenium Hall)
- Tarnów – 6 Säle (Einkaufszentrum Galeria Strusina)

Darüber hinaus sind bis Ende 2013 die Errichtung elf weiterer Multikino-Anlagen in den Städten Bełchatów, Gdynia, Krakau, Leszno, Łomża, Olsztyn, Opole, Posen, Słupsk, Stettin und Warschau geplant.

## Standorte im Ausland
- Riga, Lettland – 8 Säle, 1700 Plätze (Riga Plaza)
- Wilno, Litauen – 7 Säle, 1673 Plätze (Einkaufszentrum OZAS Gallery)